# Noreena Hertzová
Noreena Hertzová (* 24. září 1967 v Londýně) je anglická ekonomka, autorka několika studií, aktivistka a od 28. srpna 2017 pořádá svoji show „MegaHertz: London Calling“ na kanálu Insight na Sirius XM. Je specialistka na investiční bankovnictví a ruskou ekonomiku. Současně se zabývá (ekonomickou) globalizací. Od roku 2014 je čestnou profesorkou na Institutu globální prosperity na University College London. Působí také jako hlavní evropská korespondentka Sirius XM. V roce 2016 nastoupila do ITV News jako ekonomická redaktorka.
V roce 2001 ji noviny The Guardian nazvaly „jednou z předních mladých myslitelů na světě“. V září 2013 byla Hertzová uvedena na obálce časopisu Newsweek. Časopis Fast Company ji označil za „jednu z nejvlivnějších ekonomek na mezinárodní scéně“ a poznamenal: „Již více než dvě desetiletí jsou její ekonomické předpovědi přesné a předstihují křivku.“
Popisuje se jako „akademický pracovník kampaně“, ale podle časopisu Evening Standard ji kritici označili za „dobrodruha, který se pohybuje jako kobylka z jedné vysoce známé dobré věci do druhé.“ Britská média ji přezdívají „Nigella Lawson of economics“.

## Život
Noreena Hertzová je pravnučkou britského vrchního rabína Josepha H. Hertze. Narodila se a vyrůstala ve východním Finchley v Londýně. Hertzová byla předčasně vyspělé dítě a školní docházku zahájila ve věku pouhých 3 let, přičemž A Levels získala ve věku 16 let. Nejprve navštěvovala North London Collegiate School a poté Westminster School, londýnskou University College a Whartonovu školu v Pensylvánii v USA. Její matka, módní návrhářka a feministka, Leah Hertzová, zemřela na rakovinu, když Noreeně bylo 20 let. Po návratu do Velké Británie dokončila doktorát (PhD) na King's College na Univerzitě v Cambridge.
Poté odešla na pozvání profesora z Whartonu do Ruska pracovat pro Světovou banku. Sehrála roli při sestavování ruské burzy a jako poradce ruské vlády na jejích privatizačních programech.
Její rozčarovaná a velmi kritická doktorandská práce na Cambridge, „Russian Business Relationships in the Wake of Reform“ („Ruské poreformní obchodní vztahy“) z roku 1996 popírá, že by Rusko úspěšně přešlo k tržní ekonomice.
Poté vrhla svou pozornost na mírový proces na blízkém východě, kde vedla čtyřicetičlenný výzkumný tým Palestinců, Izraelců, Jordánců a Egypťanů.
V roce 2006 se stala čestným členem a ředitelem Cambridge's Judge Business School (Obchodní škola soudců při Cambridge).
Během roku 2005 Hertzová též sloužila semestrální profesuru na holandské Univerzitě v Utrechtu.
Byla označena za „mladou globální vůdkyni zítřka“ Světovým Ekonomickým Fórem roku 2004. Roku 2001 ji časopis Management Today nominoval mezi nejvýznamnějších 35 žen pod 35 let.
Hertz je vdaná za Dannyho Cohena, bývalým ředitelem BBC Television. Vzali se v roce 2012 v synagoze Bevis Marks v londýnské City. Ceremonii vedl lord Sacks, vrchní rabín, a zúčastnili se jí hosté včetně Rachel Weiszové, Nigelly Lawsonové a Charlese Saatchiho. Žije se svým manželem v Primrose Hill v Londýně.

## Politika
Tím, jak otevřeně poukazuje na úskalí kapitalismu, je Hertzová považována[kým?] za středo-levicově smýšlející, spíše než levicová Naomi Kleinová, s kterou je občas porovnávána.[zdroj?]

## Dílo
Noreena Hertzová publikovala několik studií na téma globalizace a Rusko. Též sepsala několik populárních knih ze své zkušenosti z práce pro Světovou banku. Její práce zahrnuje:
- 1997: Ruské poreformní obchodní vztahy (ISBN 0-333-71083-5)
- 2002: Plíživý převrat: Globální Kapitalismus a smrt demokracie (ISBN 0-7432-3478-2)
- 2005: Hrozba dluhu: Jak zničující je dluh v rozvojovém světě (ISBN 0-06-056052-5)
- 2005: IOU: Hrozba dluhu a proč ho musíme odmítnout (ISBN 0-00-717899-9)

Knihou Plíživý převrat si získala širší věhlas. Poukazuje v ní na tendence globalizace a chování nadnárodních společností vzhledem ke státu a spotřebiteli. Dokazuje, že myšlenka vše-řešící tržní ekonomiky má svá úskalí. Všímá si, jak vlády států nadnárodním korporacím čím dál více ustupují a jejich role se omezuje jen pro zajištění legislativy a podmínek pro jejich podnikání, kdy tradiční funkce pro zajištění občanů ustupují do pozadí; a naopak – nadnárodní společnosti pomocí svých podpůrných programů čím dál více zasahují do života občanů-spotřebitelů, čímž si zajišťují stále důležitější reputaci. Ukazuje, že prosazování změn u korporací (pomocí bojkotování výrobků, které tyto vyrábějí) je mnohem racionálnější a rychlejší instrument pro zjednání nápravy, než klasickými legislativními kroky.